# Abkantwerkzeug
Ein Abkantwerkzeug ist ein Werkzeug zur Blechbearbeitung. Abkantwerkzeuge werden in Abkantpressen zum Abkanten bzw. Gesenkbiegen eingesetzt.
Als Abkantwerkzeuge werden bezeichnet:
- das Oberwerkzeug, bestehend aus dem Oberbalken, der Klemmplatte und dem Stempel
- das Unterwerkzeug, bestehend aus dem Unterbalken, der Zentrierplatte und der Matrize.

Beim Kantvorgang wird ein Werkstück (in der Regel Bleche) zwischen dem Stempel und der Matrize in einem Gesenk umgeformt. Stempel und Matrize sind auswechselbar, in verschiedenen Formen und Abmessungen erhältlich und können je nach dem gewünschten Profil hergestellt werden.
Um die Standzeit der Werkzeuge und die Verschleißfestigkeit zu erhöhen, können die Werkzeuge gehärtet werden, oftmals mit einer Laserhärtung.
Das Biegen von Blechen und Bändern erfolgt um gerade Kanten. Zur Herstellung von Kaltprofilen wird der Blech- oder Bandstreifen in die Matrize eingelegt, dann senkt sich der Stempel in die Matrize und verformt das Blech zum gewünschten Profil. 
Bei Schwenkbiegemaschinen (Schwenkbiegen) wird das Blech eingespannt und der herausragende Streifen von der schwenkbaren Biegewanne umgebogen. So lassen sich auch dickere Bleche mit höherer Zugfestigkeit bei kürzeren Biegelängen und größeren Innenradien abkanten.